# Lirceus louisianae
Lirceus louisianae is een pissebed uit de familie Asellidae. De wetenschappelijke naam van de soort is voor het eerst geldig gepubliceerd in 1938 door Mackin & Hubricht.